# Tomba TT69

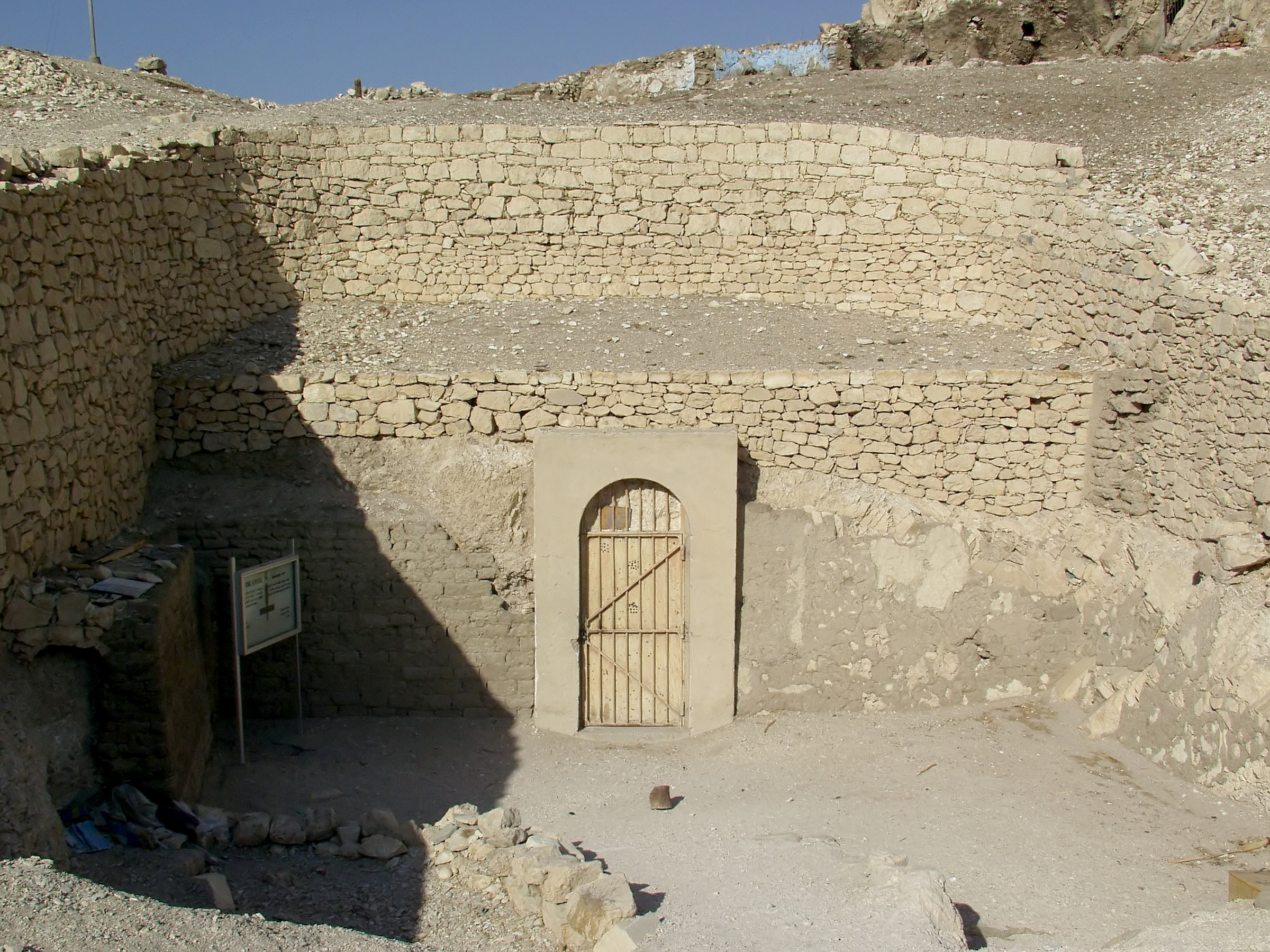
Entrada a la tomba de Menna

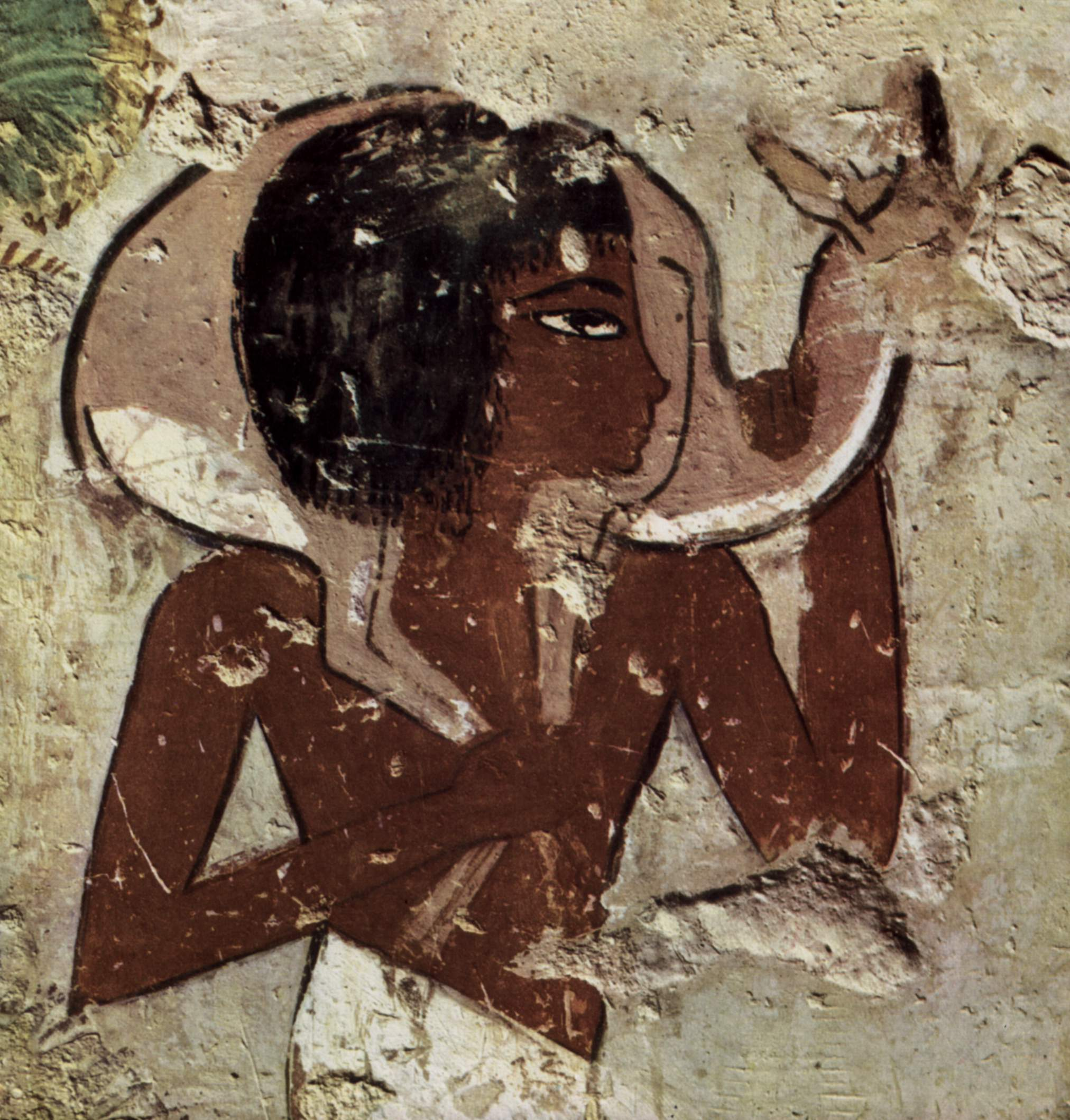
Detall de la pintura mural amb un servent portant un animal en ofrena

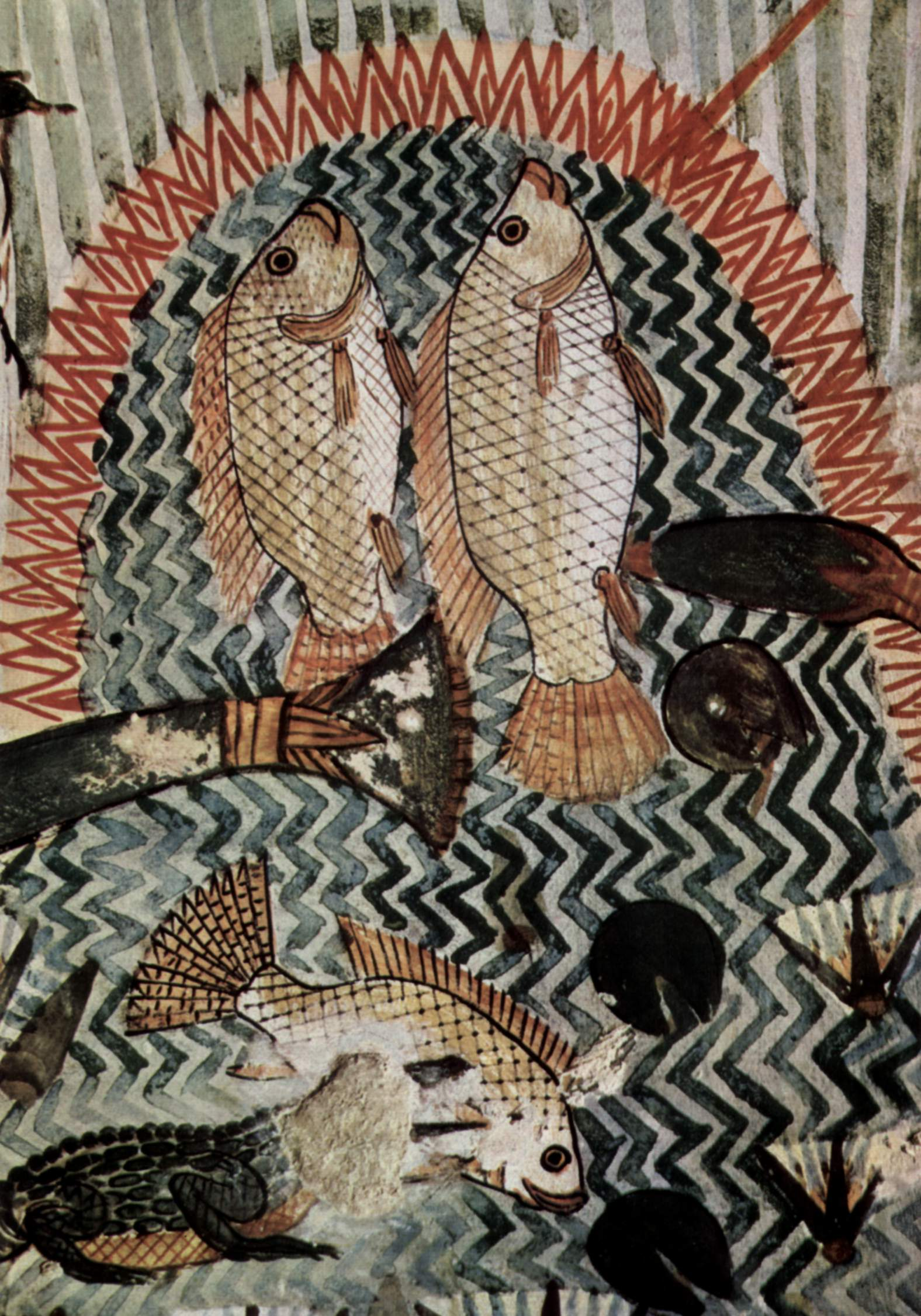
Detall de la pintura mural amb una escena de pesca

La Tomba tebana TT69 o Tomba de Menna és a Sheikh Abd al-Gurnah, dins la necròpoli tebana, a la riba oest del Nil, davant de Luxor.
| mn · n · Y1 | n · A |

| mn · n · Y1 | n · A |

És l'indret d'enterrament de Menna, que fou "escriba dels dominis del Senyor de les Dues Terres, de l'Alt i Baix Egipte", "supervisor del camp d'Amon" i "director dels estudis cadastrals" durant la Dinastia XVIII de l'Antic Egipte, probablement durant el regnat de Tutmosis IV i Amenofis III.
També són a la tomba la seua esposa, Henuttauy, "senyora de les Dues Terres", cantaire d'Amon, al costat del seu fill que seguiria la professió del pare i, si més no, tres filles, una de les quals, Amenemuaskhet, arribaria a ser dama d'honor de la cort del faraó.
La Tomba de Menna és molt a prop, a l'oest, de la Tomba de Najt (TT52), que conté la famosa escena dels músics. La Tomba de Menna, al seu torn, és molt coneguda pels seus magnífics frescos d'escenes de la vida quotidiana, representats amb colors brillants. És possible que part de la decoració mural fos realitzada pel mateix artista, perquè s'han realitzat totes dues entre el final del regnat de Tutmosis IV i començaments del d'Amenofis III.

## Planta i decoració

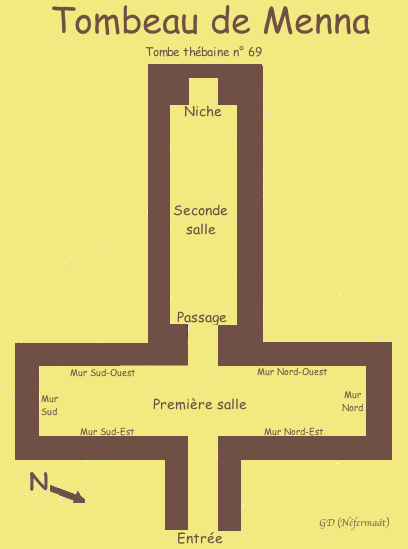
Planta de la Tomba TT69

És una tomba típica de noble en forma de T invertida, amb una sala transversal i una altra d'interior.
A la sala transversal, a la dreta hi ha escenes característiques que mostren Menna i la seua esposa rebent (o donant) ofrenes. A la banda dreta de la primera sala hi ha una estela, que mostra Menna i la seua esposa per duplicat, alçant les mans en senyal d'adoració. A la franja inferior, apareixen ofrenes d'aliments que són cremades, alhora que un sacerdot aboca encens, segurament com a part de la representació de la Bella Festa de la Vall.
El mur posterior de la primera sala mostra la festa funerària. A la banda esquerra es veu Menna i la seua esposa venerant a Osiris al seu santuari. Les parets d'aquesta zona mostren les ofrenes de Menna i els camps amb escenes agrícoles. A la franja de baix, es representa un carro de guerra, tirat per un cavall.
El costat esquerre de la segona sala mostra escenes funeràries, amb el mort viatjant a Abidos i al cantó contrari, el ritual del pesatge del cor. El costat dret mostra la típica escena de Menna, amb vestimenta de lli i duent un collaret usej, acompanyat de la seua esposa, fills i servents, pescant al Nil i caçant ocells sobre una barca als marenys. Una escena semblant de pesca i caça hi ha a la propera Tomba de Najt, tot i que allí no s'arriba a la qualitat, frescor i composició d'aquesta.
Al final de la cambra hi ha les restes de l'estàtua de Menna i la seua esposa (la part de dalt de l'estàtua ha estat destruïda).

## Danys
Moltes de les representacions de Menna han estat deliberadament danyades, li han eliminat la cara, li han arrancat els seus ulls o li han danyat les mans perquè no subjecten els elements amb què es representaven.